# The Capitols
The Capitols, musikgrupp som bildades år 1962 i Detroit, först under namnet The Caps.
De släppte en rad singlar under 1960-talet men är mest kända för låten "Cool Jerk" från 1966. Låten lade sig på andra plats på den amerikanska R&B-listan och plats 11 på poplistan. The Capitols, och i synnerhet "Cool Jerk", fick år 1992 på nytt uppmärksamhet när låten användes i två stycken numera klassiska scener från filmen Ensam hemma 2 - vilse i New York.

## Diskografi
Singlar
- 1963 - Dog and Cat / The Kick
- 1966 - Cool Jerk / Hello Stranger
- 1966 - I Got to Handle It / Zig Zaggin
- 1966 - We Got a Thing That's in the Groove / Tired of Runnin' from You
- 1967 - Patty Cake / Take a Chance on Me Baby
- 1967 - Cool Pearl / Don't Say Maybe Baby
- 1968 - Afro Twist / Cool Jerk '68
- 1968 - Soul Sister, Soul Brother / Ain't That Terrible
- 1969 - When You're in Trouble / Soul Soul
- 1969 - I Thought She Loved Me / When You're in Trouble

EP
- 1966	- Cool Jerk (Cool Jerk / Dog And Cat / I Got My Mojo Working / Good Lovin')

Studioalbum
- 1966 - Dance the Cool Jerk
- 1966 - We Got a Thing

Samlingsalbum
- 1990 - Golden Classics
- 1997 - The Very Best of The Capitols